# آنژلا شاهناباتیان
آنژلا تادئوسی شاهناباتیان (ارمنی: Անժելա Թադևոսի Շահնաբաթյան؛ انگلیسی: Anjela Shahnabatyan؛ ۵ دسامبر ۱۹۲۵ - ۱۵ دسامبر ۲۰۰۸) رقصنده اهل ارمنستان بود. وی بین سال‌های - تا - میلادی فعالیت می‌کرد.

## زندگی‌نامه
وی در ۵ دسامبر ۱۹۲۵ در اوشاکان به دنیا آمد. وی همچنین برنده جوایزی همچون هنرمند شایسته ارمنستان شوروی (۱۹۵۹) شد. وی در ۱۵ دسامبر ۲۰۰۸ در سن ۸۳ سالگی در ایروان درگذشت.